# Luftseilbahn Leimbach–Mädikon
Die Luftseilbahn Leimbach–Mädikon ist die älteste und die einzige private Luftseilbahn des Kantons Zürich in der Schweiz.
Die Luftseilbahn ist 750 Meter lang. Sie wird seit 1928 zwischen dem Zürcher Quartier Leimbach und dem Gut Mädikon am Uetliberg mit nur einem einzigen Spannfeld betrieben. Die Bergstation liegt am Gratweg vom Uetliberg zur Felsenegg.
Die Seilbahn ist eine private, nicht für den öffentlichen Verkehr zugelassene Bahn. Sie dient der Versorgung des Guts Mädikon und verbindet es mit dem Zürcher Quartier Leimbach. Ursprünglich wurden mit ihr landwirtschaftliche Produkte ins Hotel Baur au Lac geliefert. Die Seilbahn gehört heute Charles Roulet, einem der Nachkommen der Gründerfamilie des Hotels, der auf dem Gut Mädikon lebt.
Die Seilbahn verfügt über eine einzige Kabine, in der vier Personen Platz finden. Die Fahrt dauert ungefähr fünf Minuten. Erbaut wurde die Seilbahn vom Unternehmen Adolf Bleichert & Co. Erneuerungen wurden 2008/2010 durchgeführt. Das amtliche Kennzeichen der Bahn ist ZH–ZH 1.